# Edgeworth (efternamn)
Edgeworth är ett efternamn, som burits av bland andra:
- Francis Ysidro Edgeworth (1845–1926), brittisk-irländsk nationalekonom
- Henry Edgeworth de Firmont (1745–1807), katolsk präst
- Maria Edgeworth (1767–1849), irländsk författare
- Richard Lovell Edgeworth (1744–1817), brittisk-irländsk politiker